# Daulatabad
Daulatabad o Dawlatabad (en marathi दौलताबाद; en persa دولتآباد, que significa "ciutat de la fortuna”) antigament Deogiri o Devagiri és una vila i fortalesa de Maharashtra a uns 15 km al nord-oest d'Aurangabad i a 275 km al nord-est de Bombai, a l'estat actual de Maharashtra.. Fins al 1338 fou anomenada Deogiri (o Devagiri) i existia des de vers el segle vi. Actualment és una petita vila que viu del turisme. El 1881 tenia 1.243 habitants.

## Història
Fou des de molt antic el centre del Dècan situada en un turó rocós de 47 metres rodejada per una muralla de 3 km de circumferència. Entre la muralla exterior i el fort hi havia tres línies de fortificacions amb accés per portes. La fortalesa fou conquerida pels musulmans el 1294. Hi havia un gran temple jainista i a la vora Chini Mahal (Palau de Chini) on va estar presoner Abu l-Hasan conegut per Tanashah, el darrer dels sobirans de Golconda (finals del segle xvii).
La zona ja estava ocupada vers el 100 aC, i existia una estació de caravanes al segle vi. Deogiri va substituir Bijapur com a capital dels yadaves al final del segle xii (vers 1187) després de la caiguda dels Kalachuris de Kalyani (successors dels Chalukya Occidentals). La seva història abans de la conquesta musulmana és pràcticament desconeguda.
Fou conquerida el 1294 per Ala al-Din Muhammad Shah I Khalji (que després fou sultà del 1296 al 1316) al front d'una columna de 800 homes que va assetjar el fort durant tres setmanes, quan el raja Ramchandra dels yadaves es va haver de rendir per manca de provisions. Segons Ferishta l'acord de pau va establir que Ramchandra pagaria un tribut d'or, perles i joies, plata, seda i altres articles i hauria de cedir Ellichpur, la capital aleshores de Berar i els seus districtes adjacents; a més pagaria un tribut anual. El 1306 Ramchandra es va revoltar i el general Naib Malik Kafur fou enviat a la ciutat, fent presoner al rebel que fou portat a Delhi on fou tractat amb clemència i honor i retornat als seus dominis. Ramchandra fou succeït pel seu fill Sankara, que també es va revoltar i altre cop fou enviat el general Kafur, que va tornar a ocupar Deogiri (1310) i va matar el rei. Kafur va deixar a la ciutat una guarnició (i altres a altres llocs del Dècan) i quan es va retirar es va revoltar Harpala, casat amb una filla de Ramchandra; un exèrcit musulmà fou enviat immediatament i Harpala fou derrotat i fet presoner i executat (1318) per orde del nou sultà Kutb al-Din Mubarak Shah I Khalji (1316-1320) i la seva pell penjada a la porta de Deogiri. Una sèrie de favorits dels sultans van governar llavors Deogiri.
El 1325 Muhammad Shah II Tughluk va pujar al tron de Delhi i el 1338 va tenir la idea de fer de Deogiri la seva capital, i li va canviar el nom per Daulatabad (o Dawlatabad), o sigui Ciutat de la Fortuna, i va ordenar buidar Delhi i traslladar a la població a la nova ciutat (a quasi 1300 km). Delhi va quedar deserta per aquesta orde excèntrica, i segons la llegenda només un vell paralític i cec va restar a la vella capital.
Hi ha restes d'ocupació datats vers el 100 aC amb unes coves budistes similars en estil a les d'Ajanta i Ellora. Al segle vi era un centre de caravanes però la ciutat hauria estat fundada vers el 1187 per Bhillama V, príncep que va trencar la seva dependència dels chalukyes i va establir la dinastia yadava. El 1294 fou conquerida per Delhi i el rei yadava va esdevenir tributari; després de dues revoltes (1306 i 1310) el 1318 el darrer rebel, Harpal, fou executat i es van establir a la ciutat governadors del sultà. El 1325 Muhammad Shah II Tughluk va pujar al tron de Delhi i el 1338 va tenir la idea de fer de Deogiri la seva capital, i li va canviar el nom per Daulatabad (o Dawlatabad) i va ordenar buidar Delhi i traslladar a la població a la nova ciutat (a quasi 1300 km). Delhi va quedar deserta per aquesta orde excèntrica, i segons la llegenda només un vell paralític i cec va restar a la vella capital. El 1339 va dirigir des d'aquí la lluita contra els rages de Warangal. Absent més tard el sultà, ocupat en afers al nord, la ciutat va caure en mans dels governadors rebels del Dècan, encapçalats per Zafar Khan, governador de Gulbarga que va iniciar la dinastia bahmànida. La ciutat tenia molt de problema per la manca d'aigua. Ibn Battuta, que la va visitar la comparava en importància amb Delhi.
Va ser capital dels bahmànides fins al 1526 quan fou conquerida pels nizamshàhides d'Ahmednagar. Fou ocupada per Akbar el Gran però mantinguda pels nizamshàhides com a tributaris el 1595; a la caiguda de la dinastia el 1607 va passar a mans del ministre Malik Ambar, un antic esclau abissini, que va dominar la zona fins a la seva mort, i que van fundar Kharki, després Aurangabad. Finalment Xa Jahan va conquerir la ciutat el 1633 i els mogols la van conservar fins que el 1724 va quedar en els dominis del nizam d'Hyderabad, quan ja havia perdut importància doncs la capital regional havia passat feia temps a Aurangabad.

## Fort
El fort estava situada en un turó rocós de 47 metres rodejada per una muralla de 3 km de circumferència. Entre la muralla exterior i el fort hi havia tres línies de fortificacions amb accés per portes. Era considerat una de les fortaleses més difícils d'ocupar, però tot i així fou conquerida pels musulmans el 1294 i després dues vegades més el 1307 i 1318. Hi havia un gran temple jainista i a la vora Chini Mahal (Palau de China) on va estar presoner Abu l-Hasan conegut per Tanashah, el darrer dels sobirans de Golconda (1687). El Chand Minar, també proper, és una torre o minaret de 64 i 21 metres de circumferència, cobert amb rajoles pintades perses i construït el 1445 per Ala al-Din Bahmani.

## Imatges

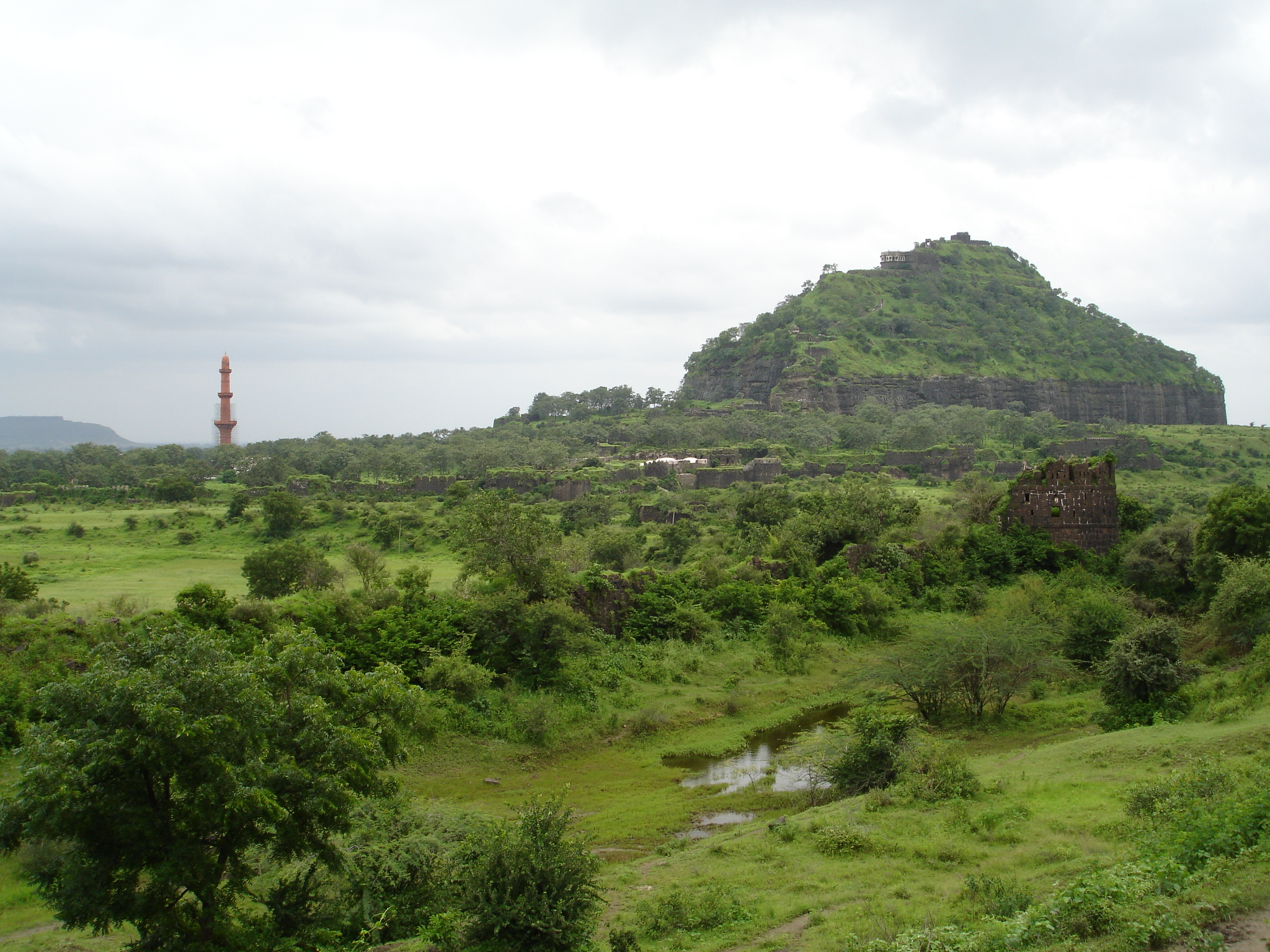
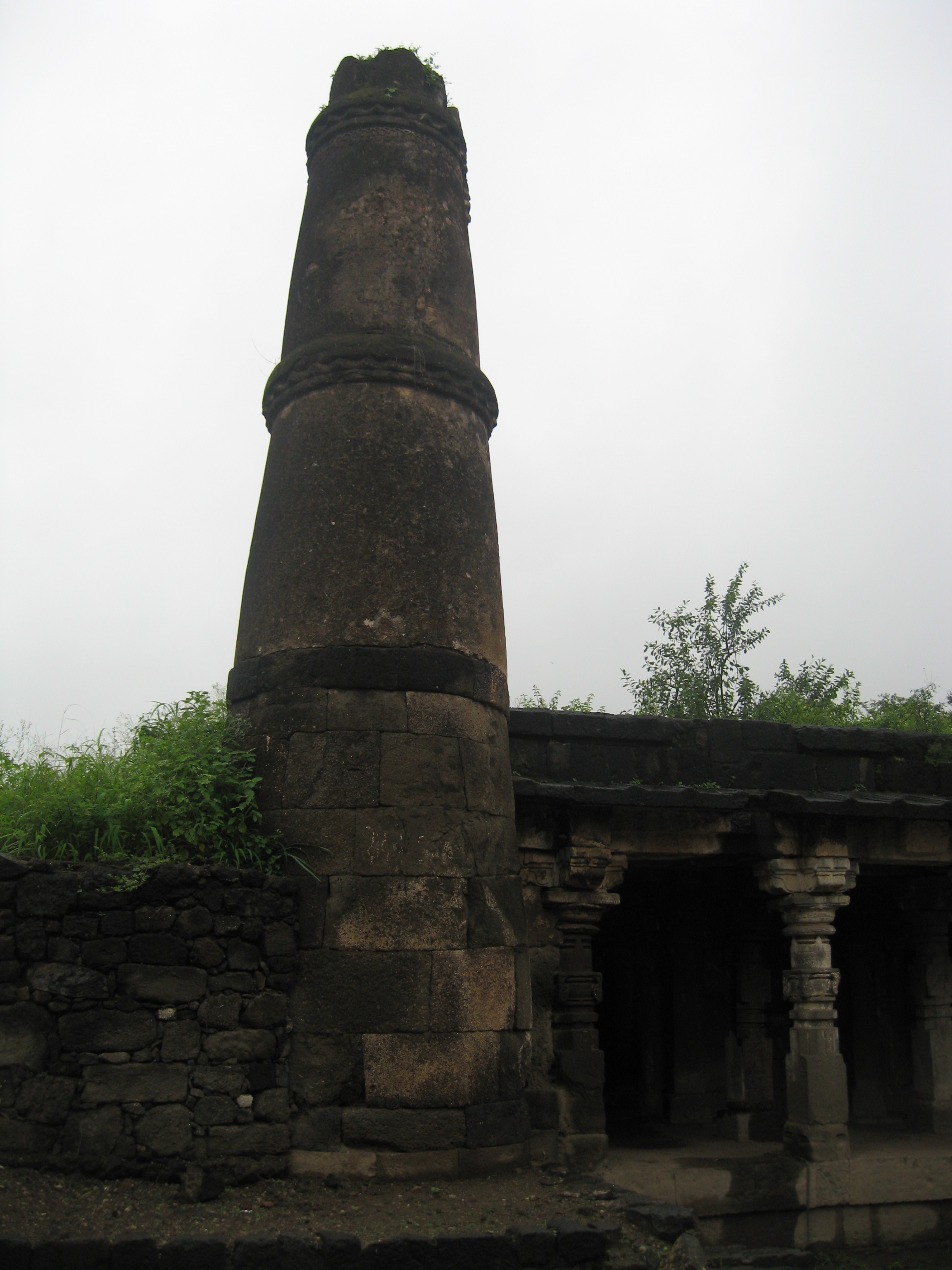
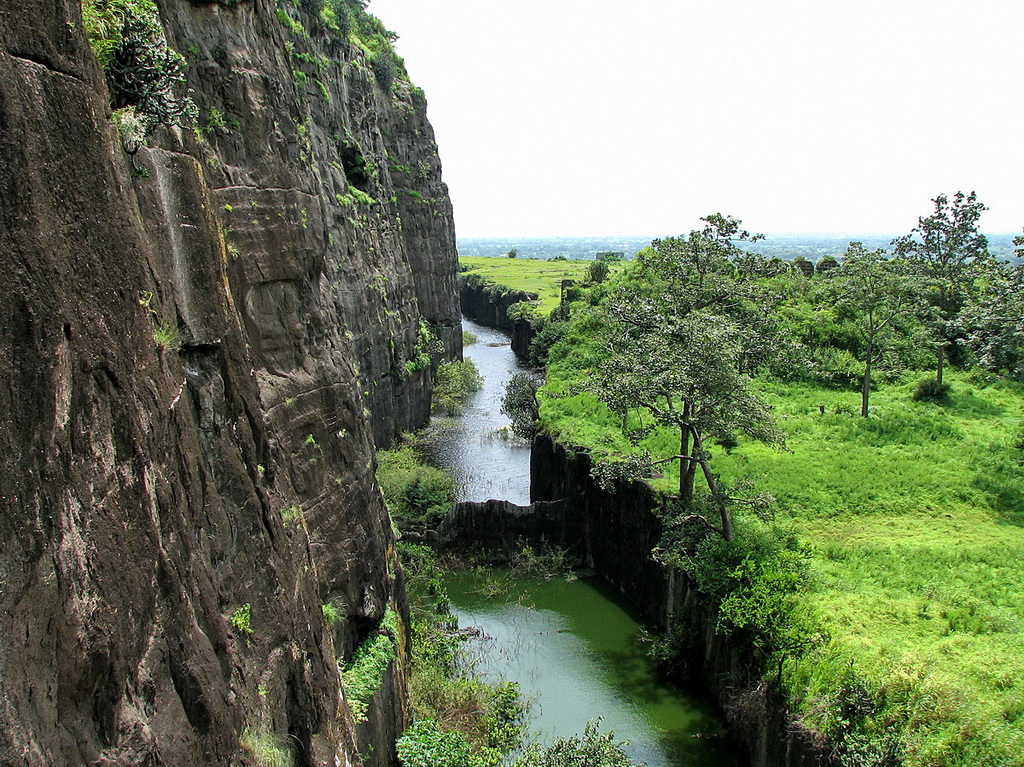
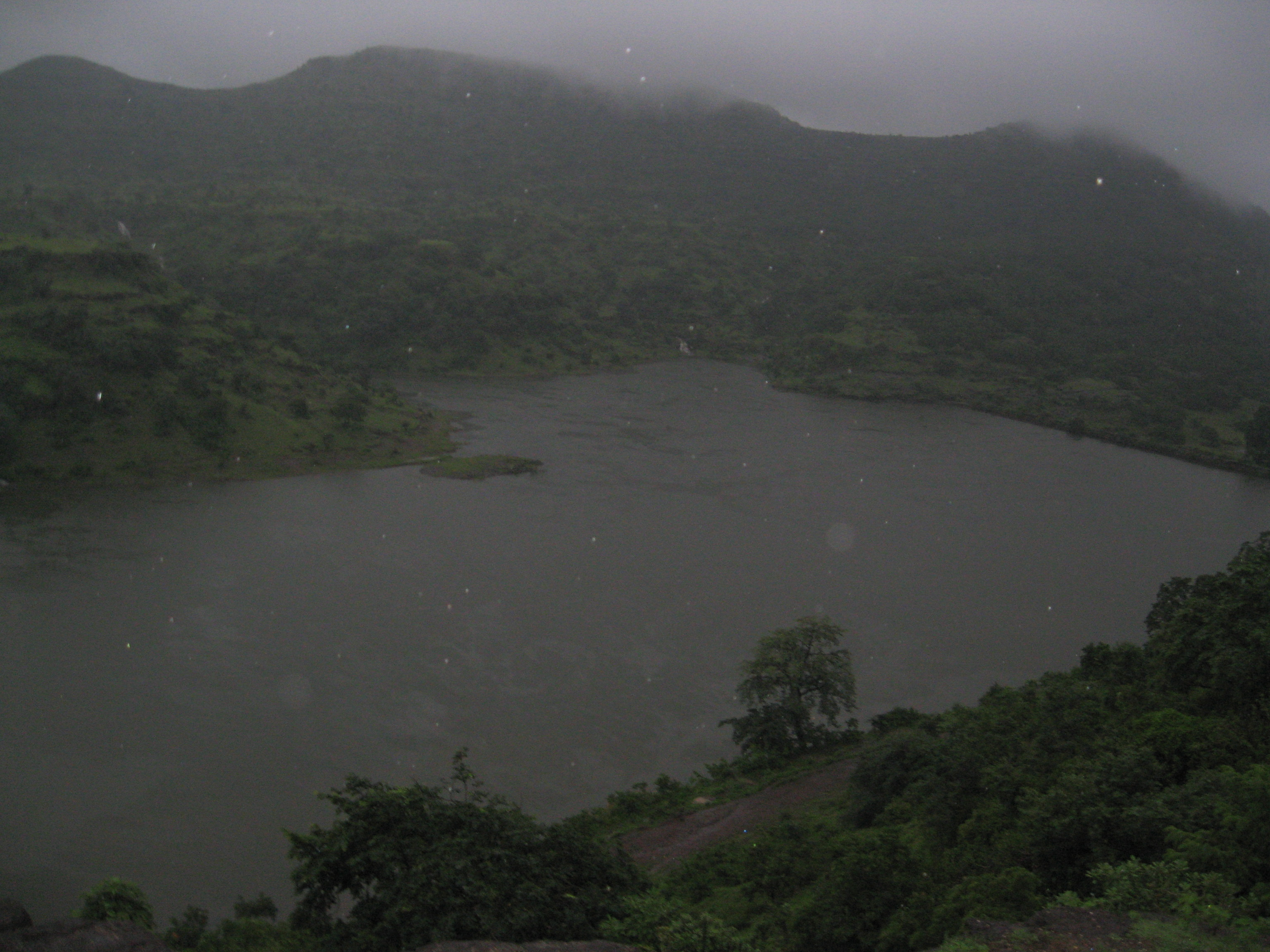
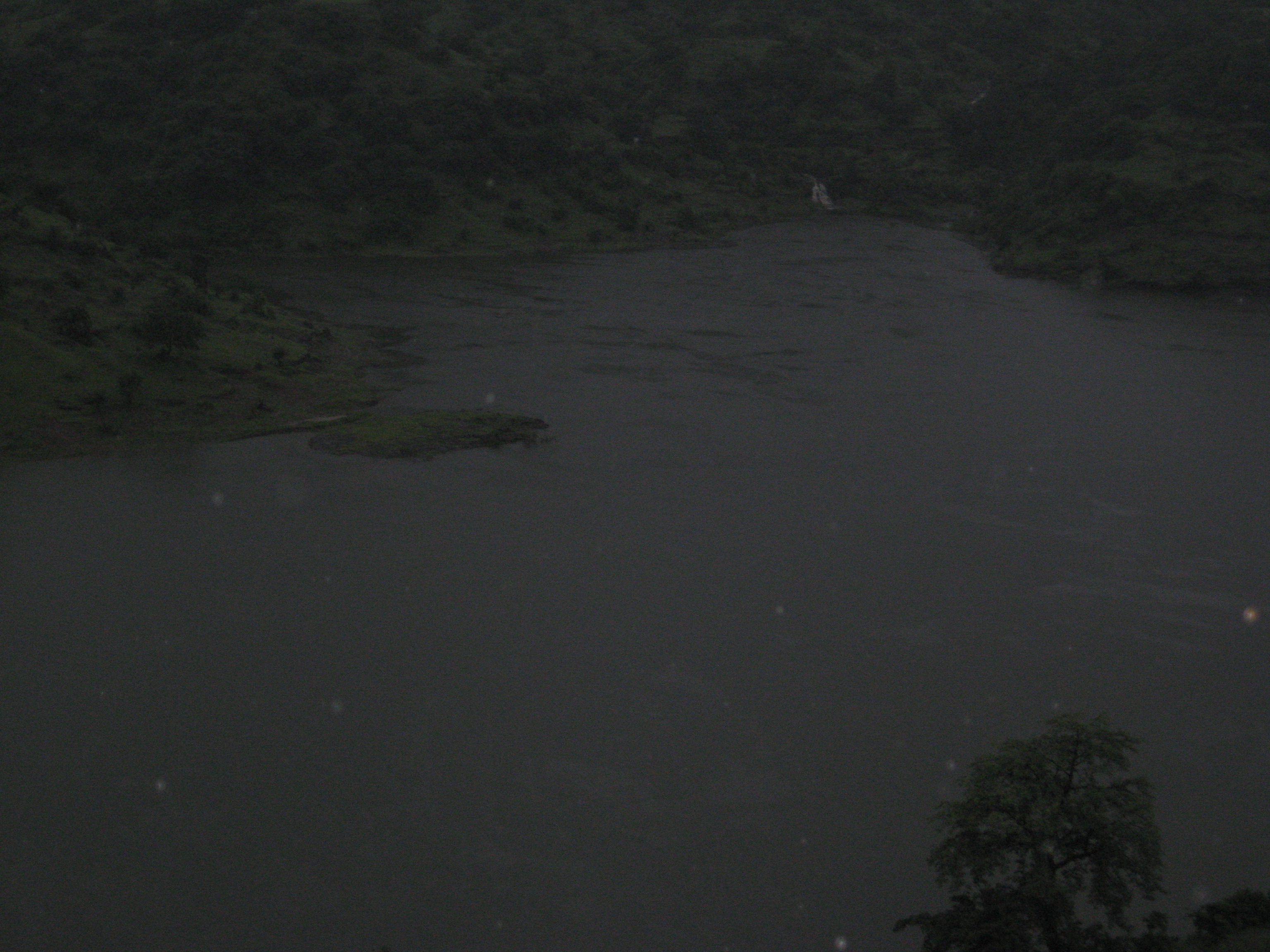
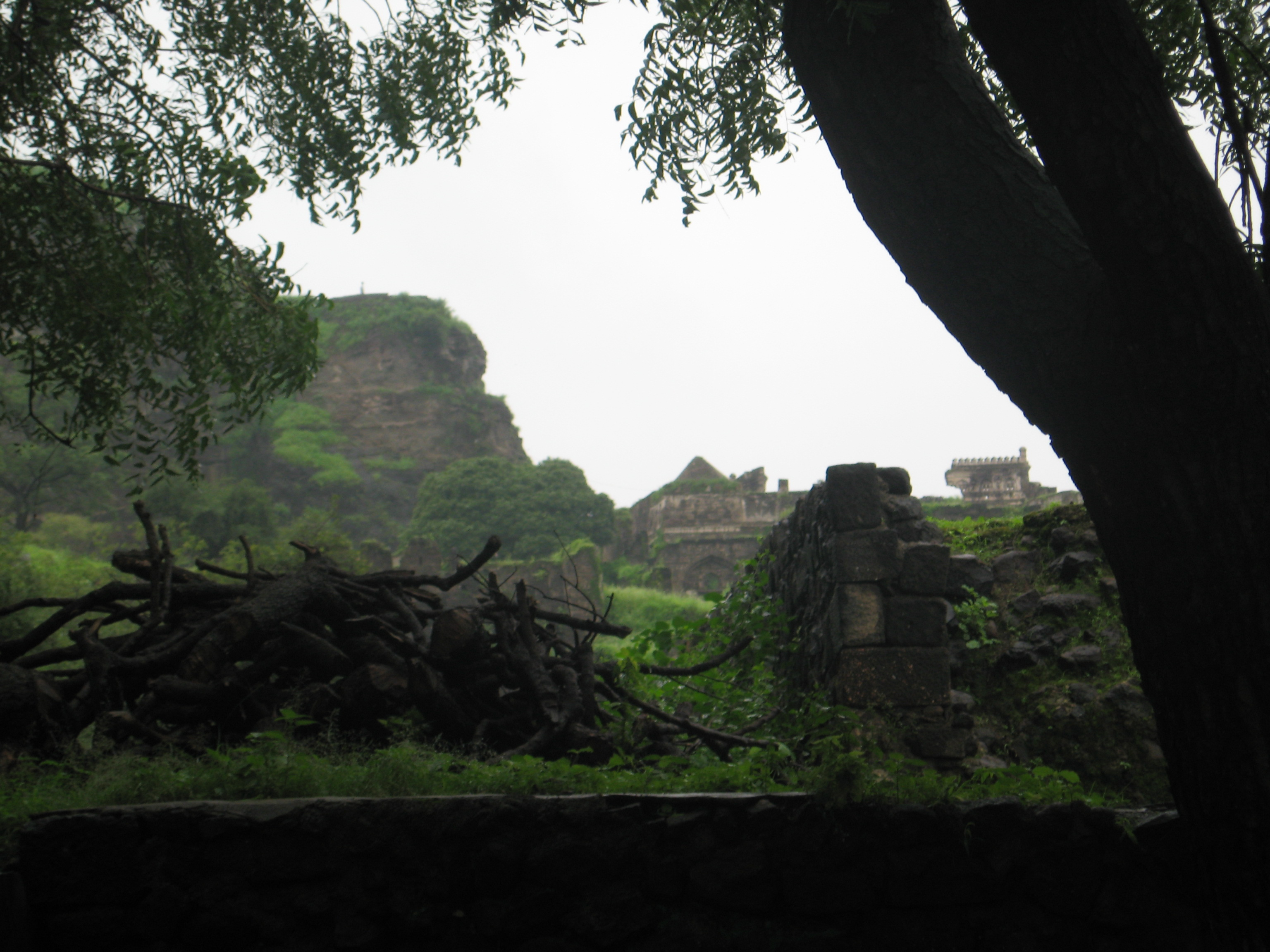
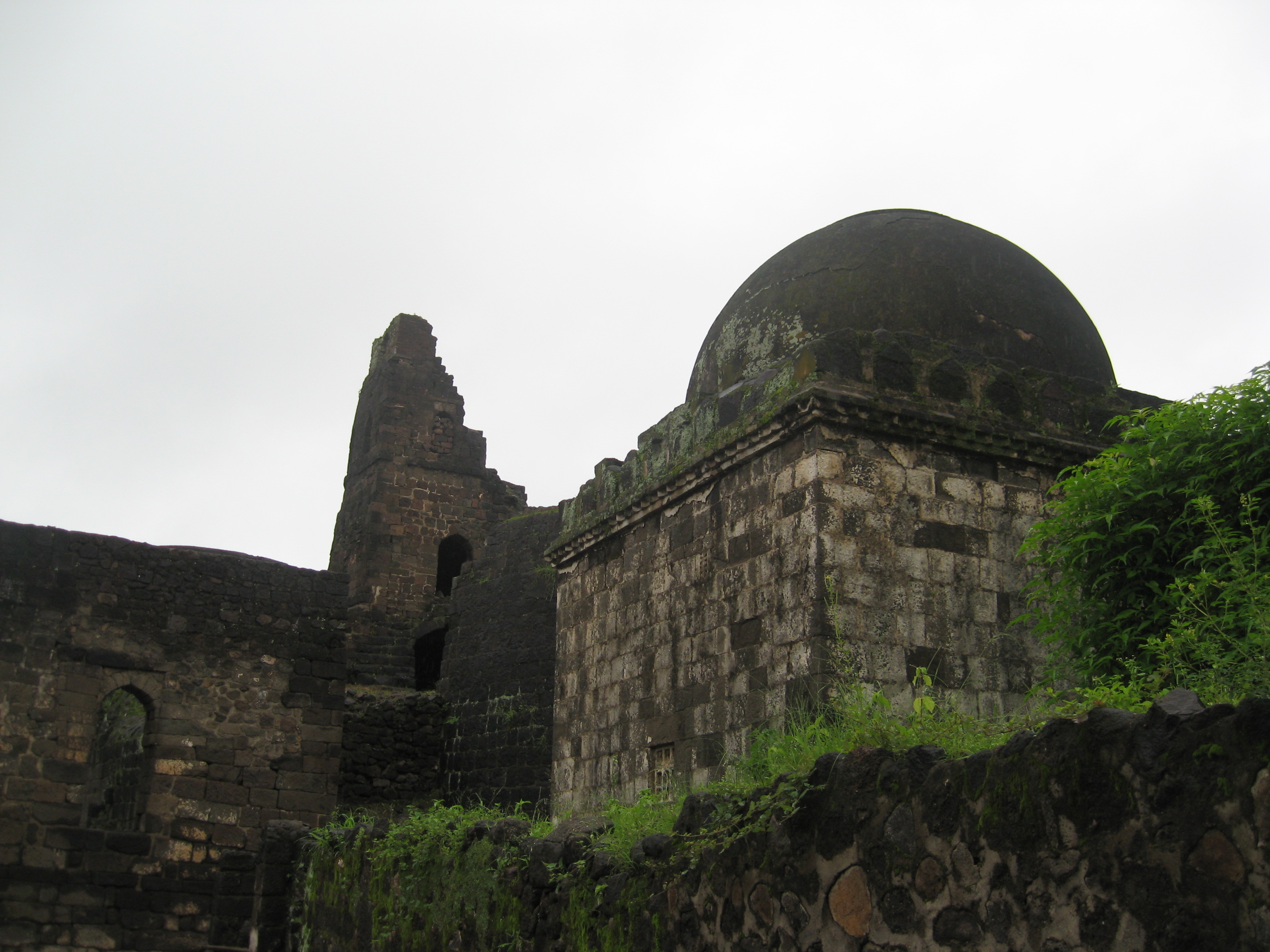
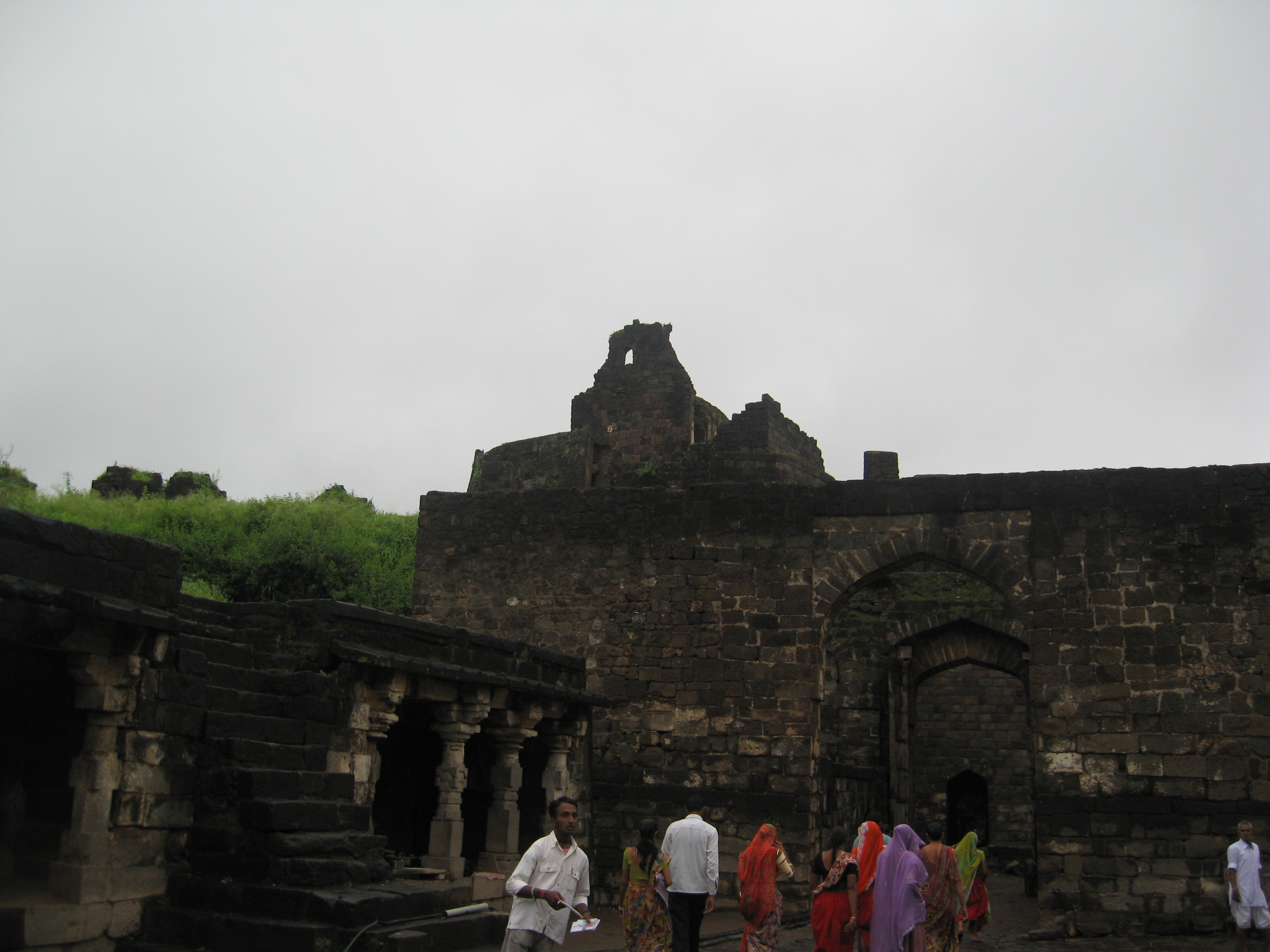
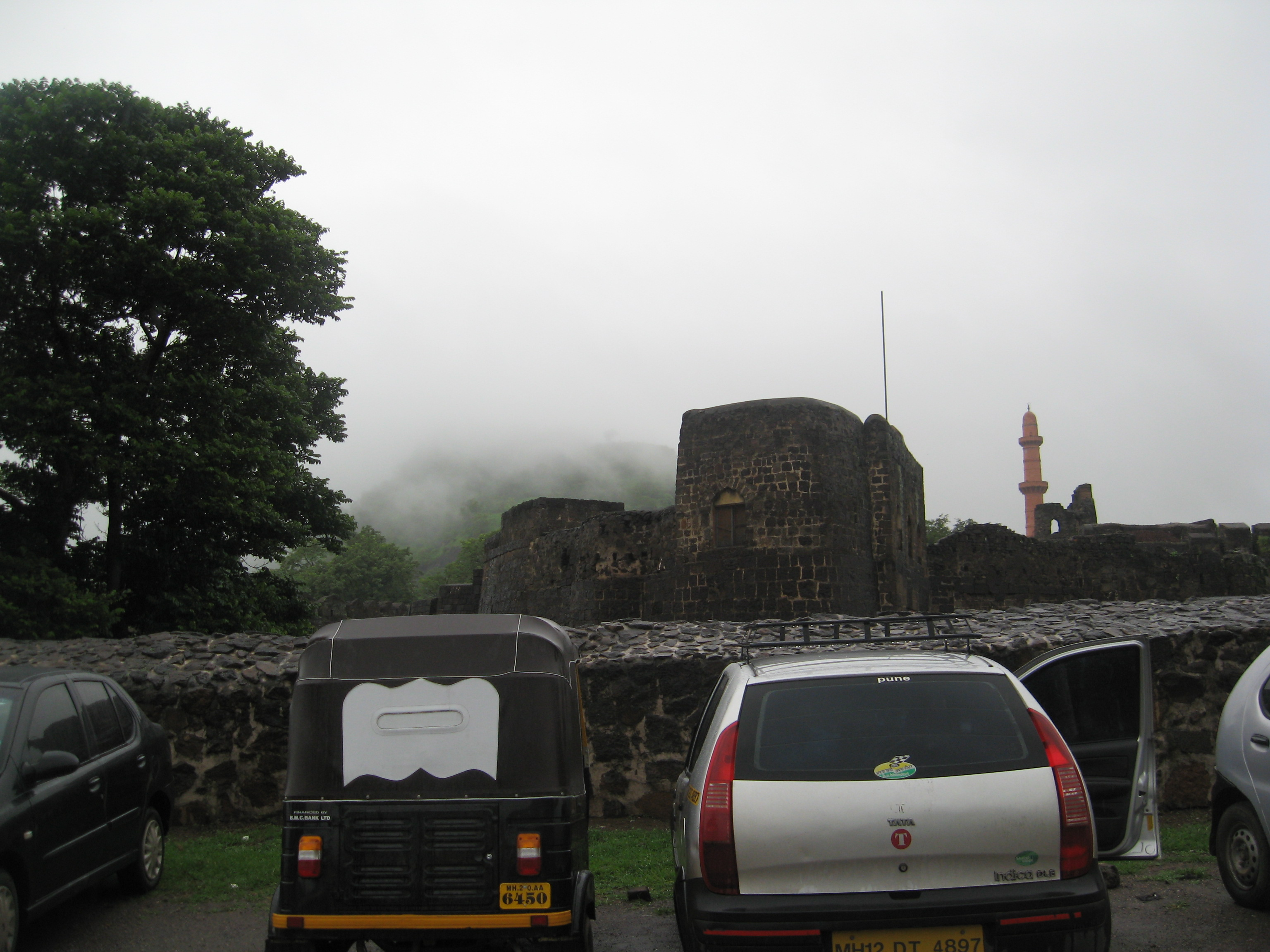
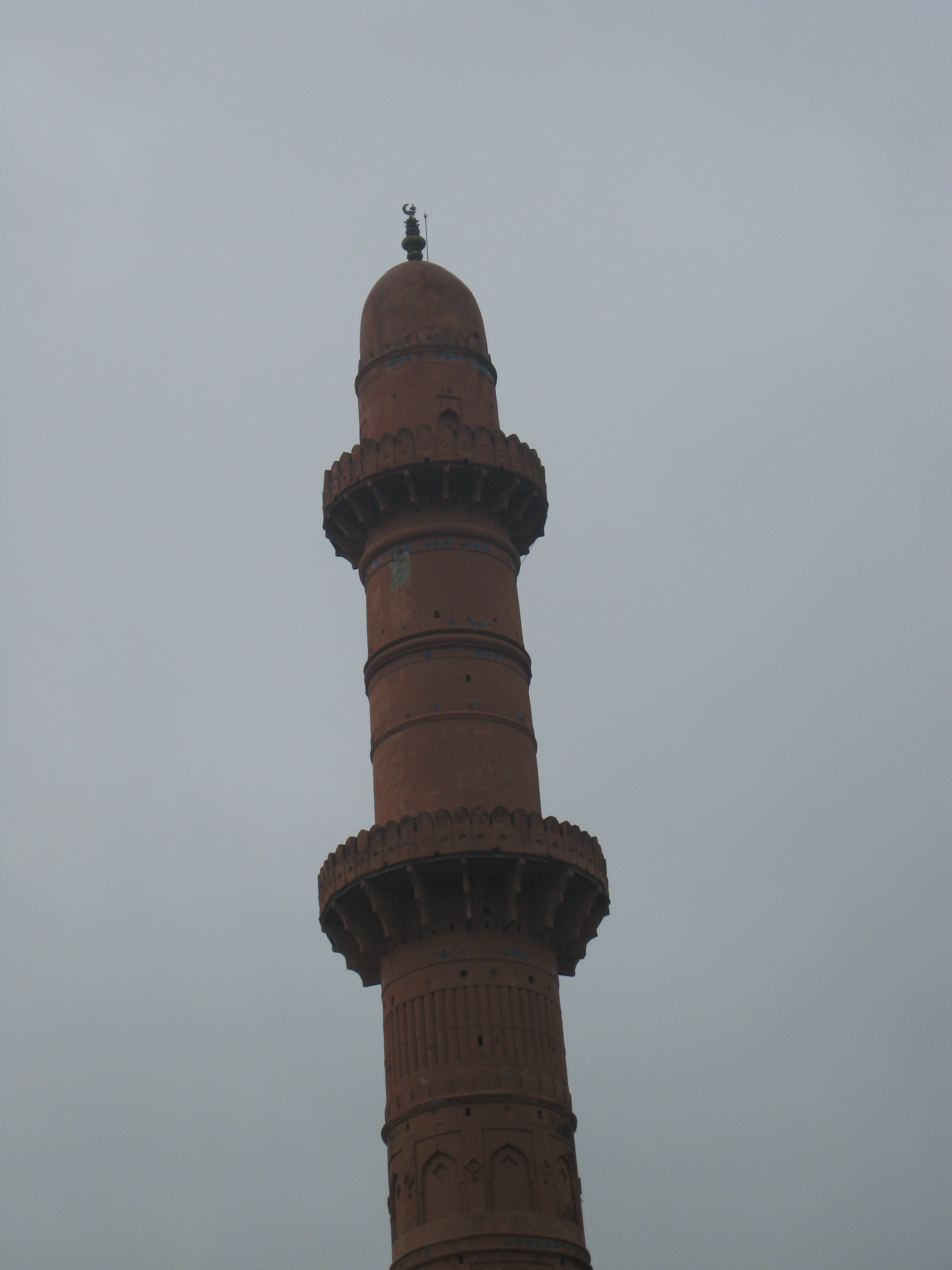
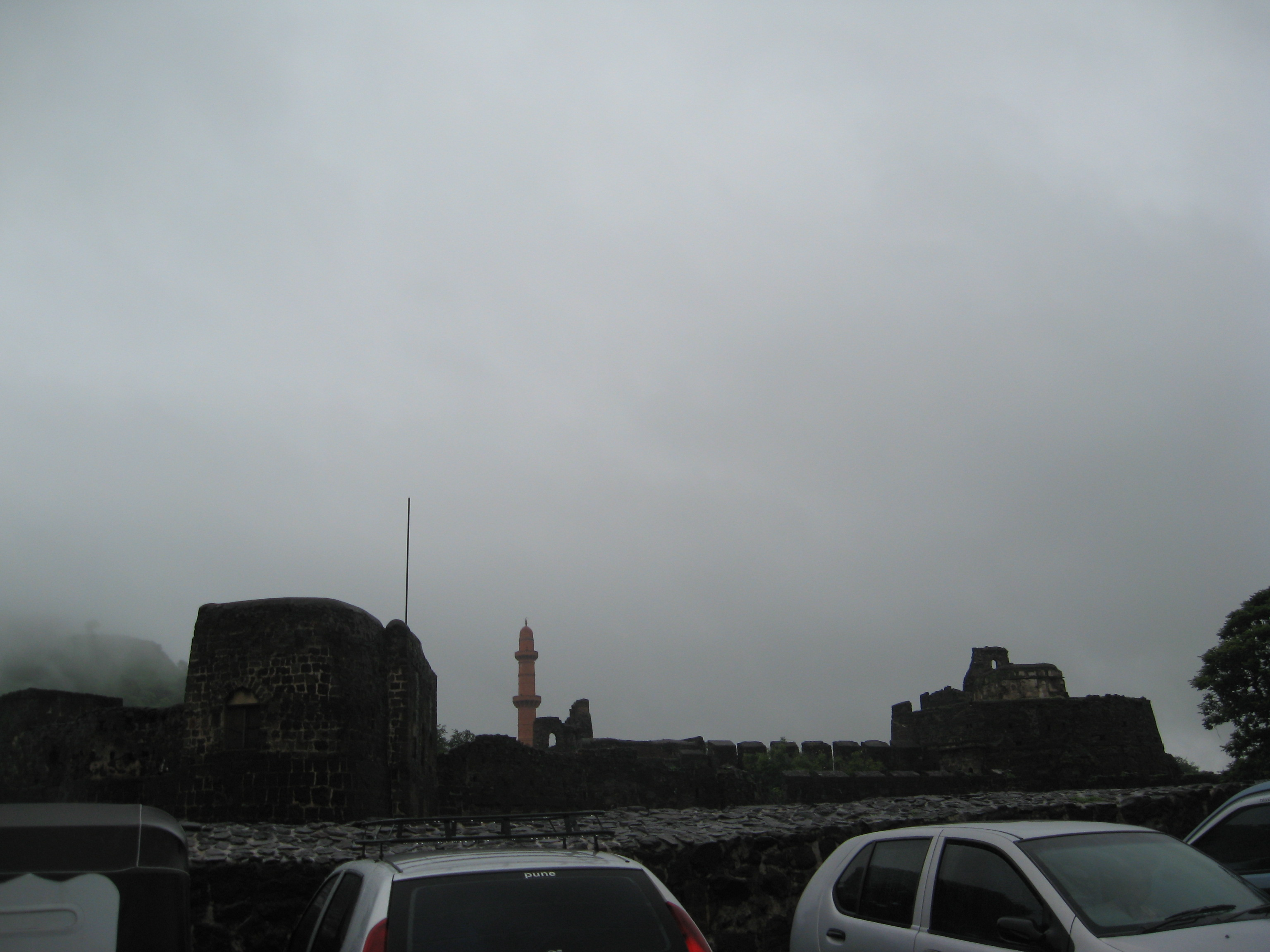
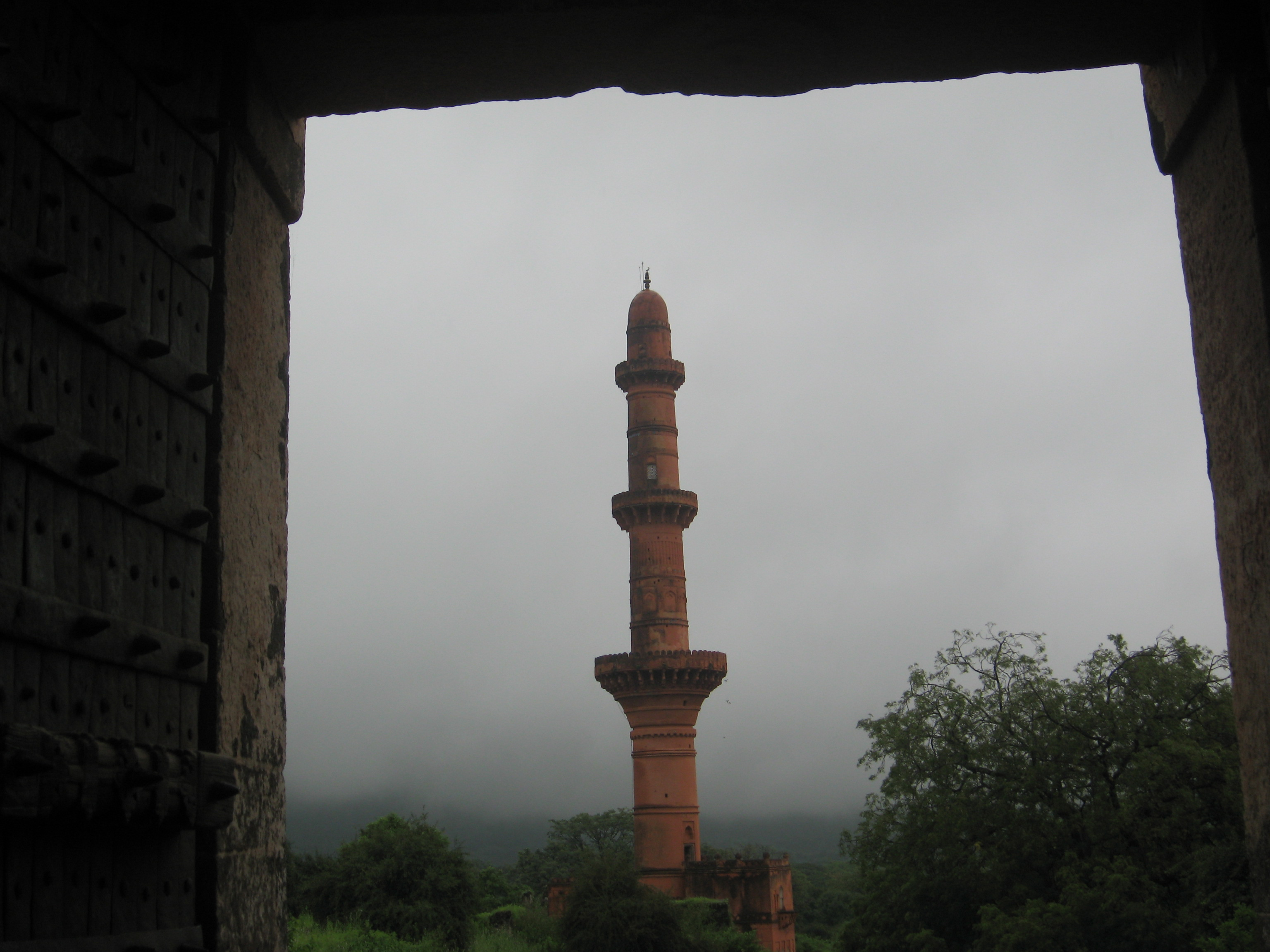
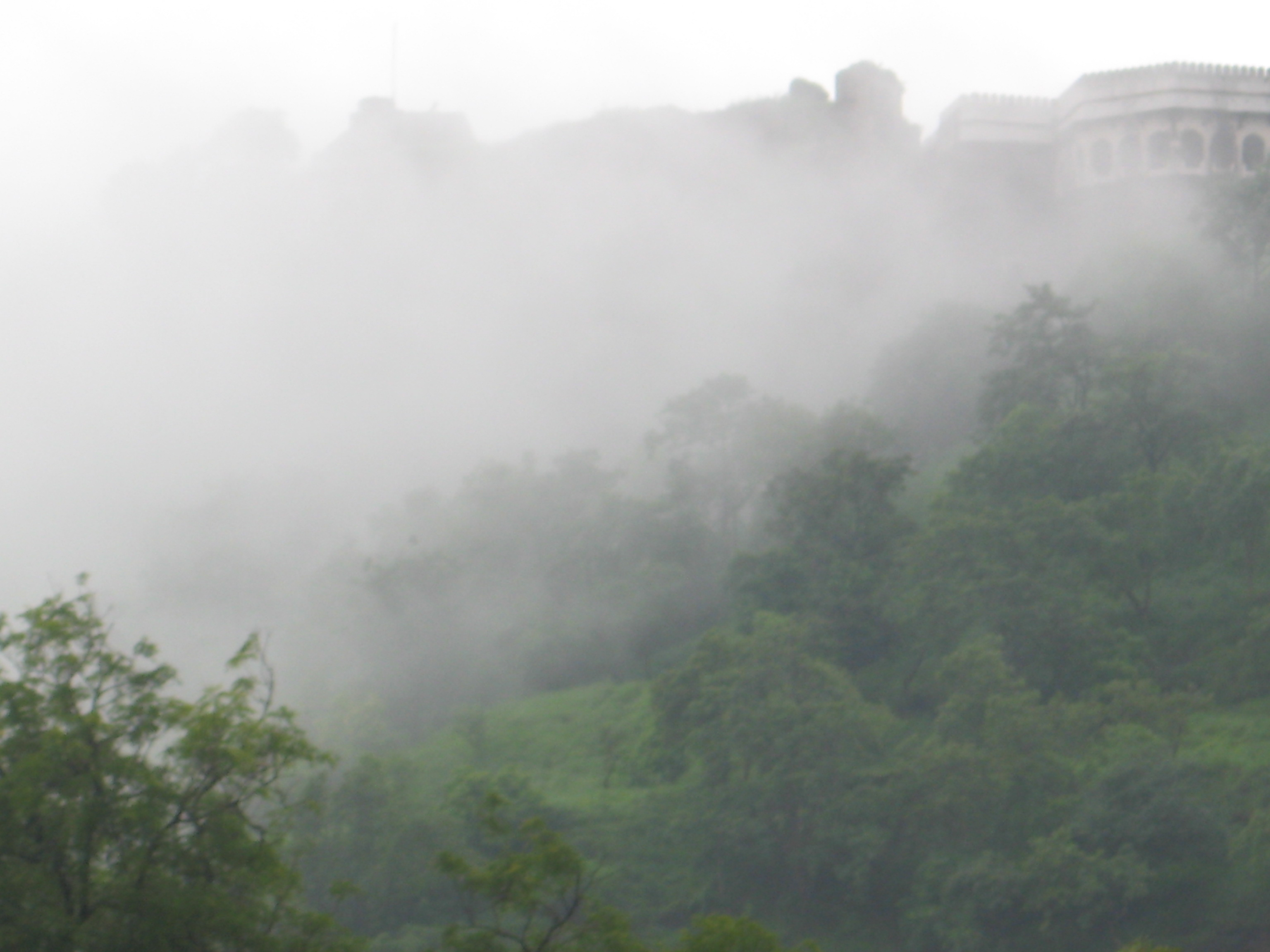
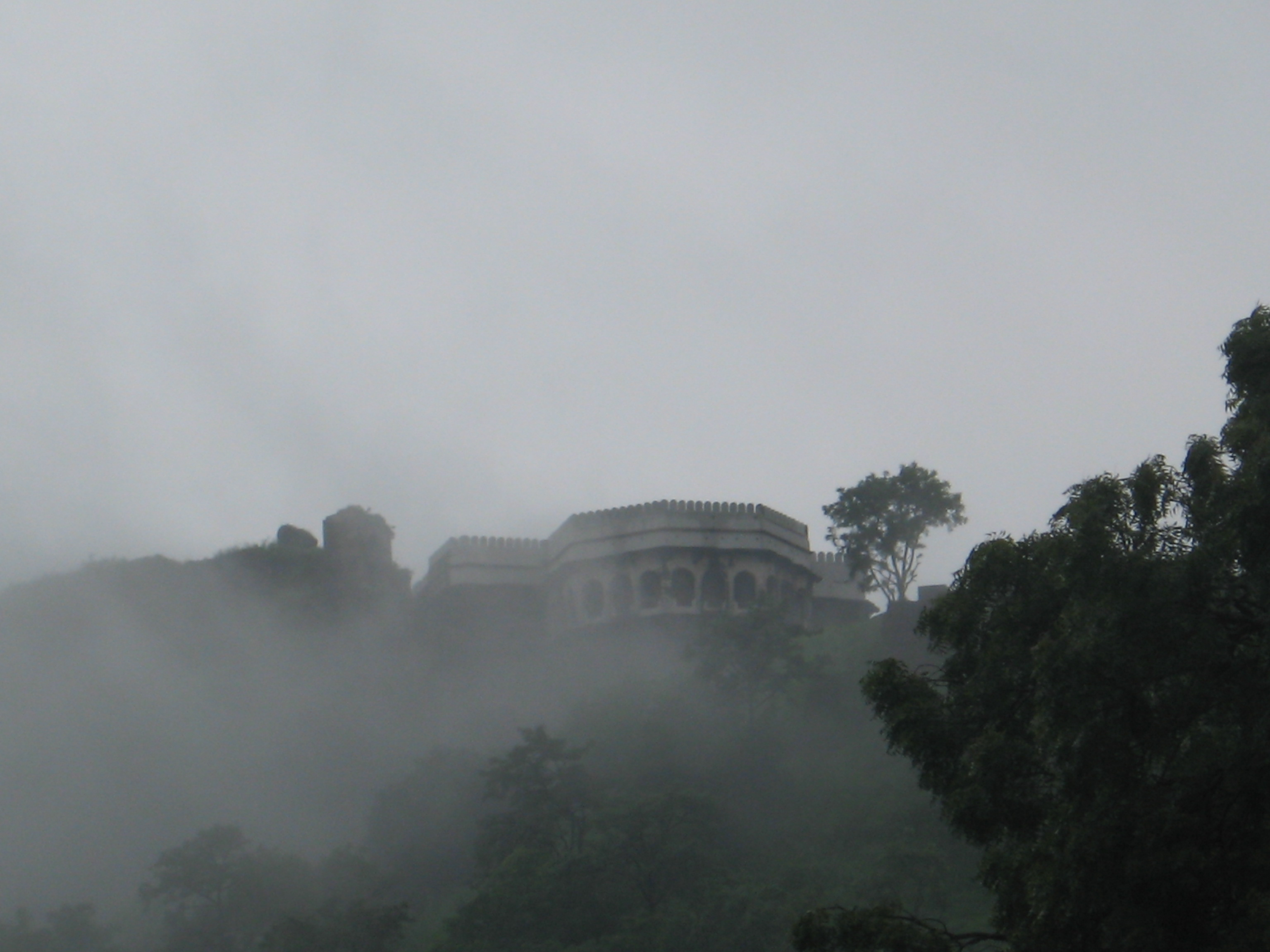
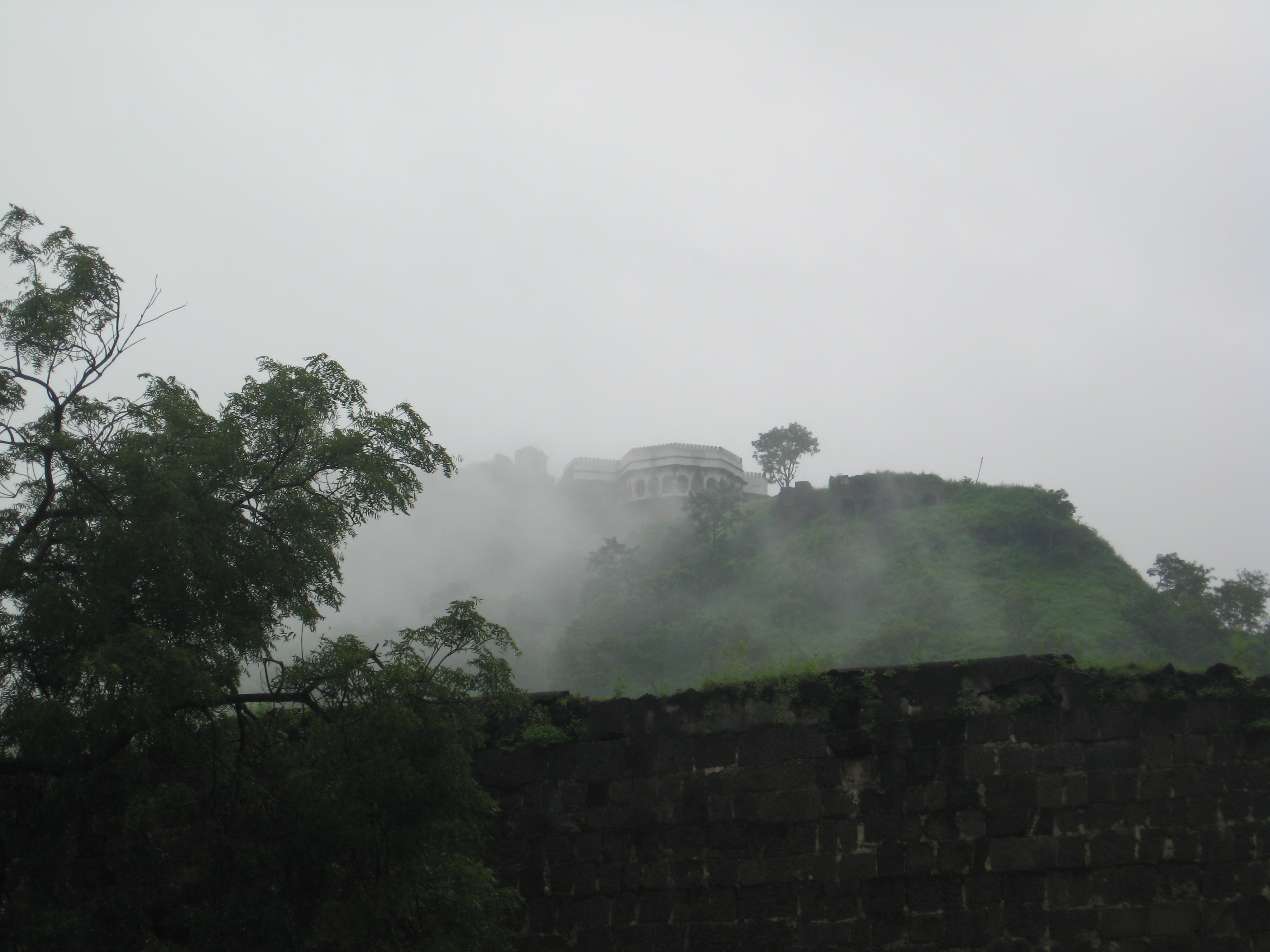
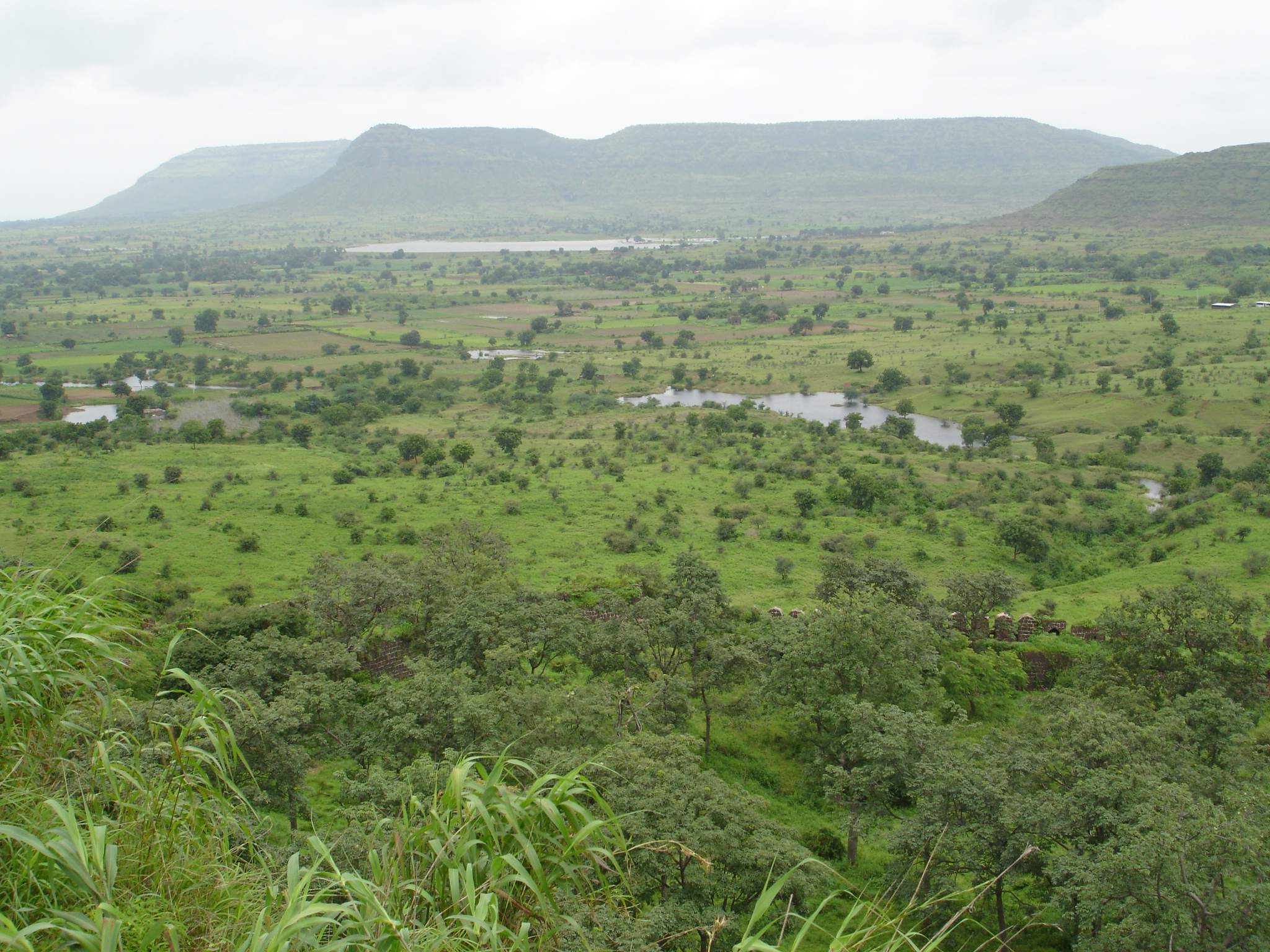
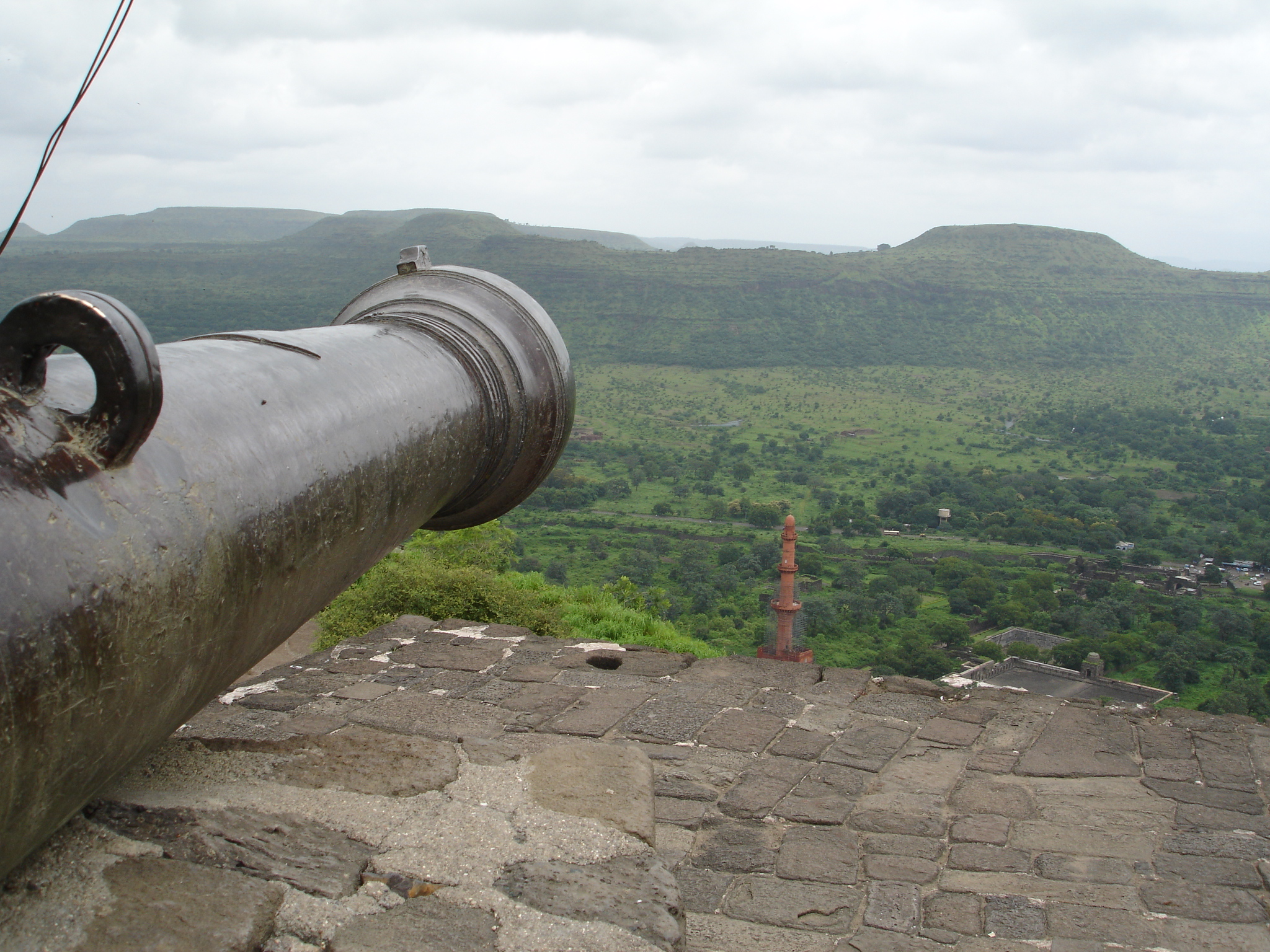
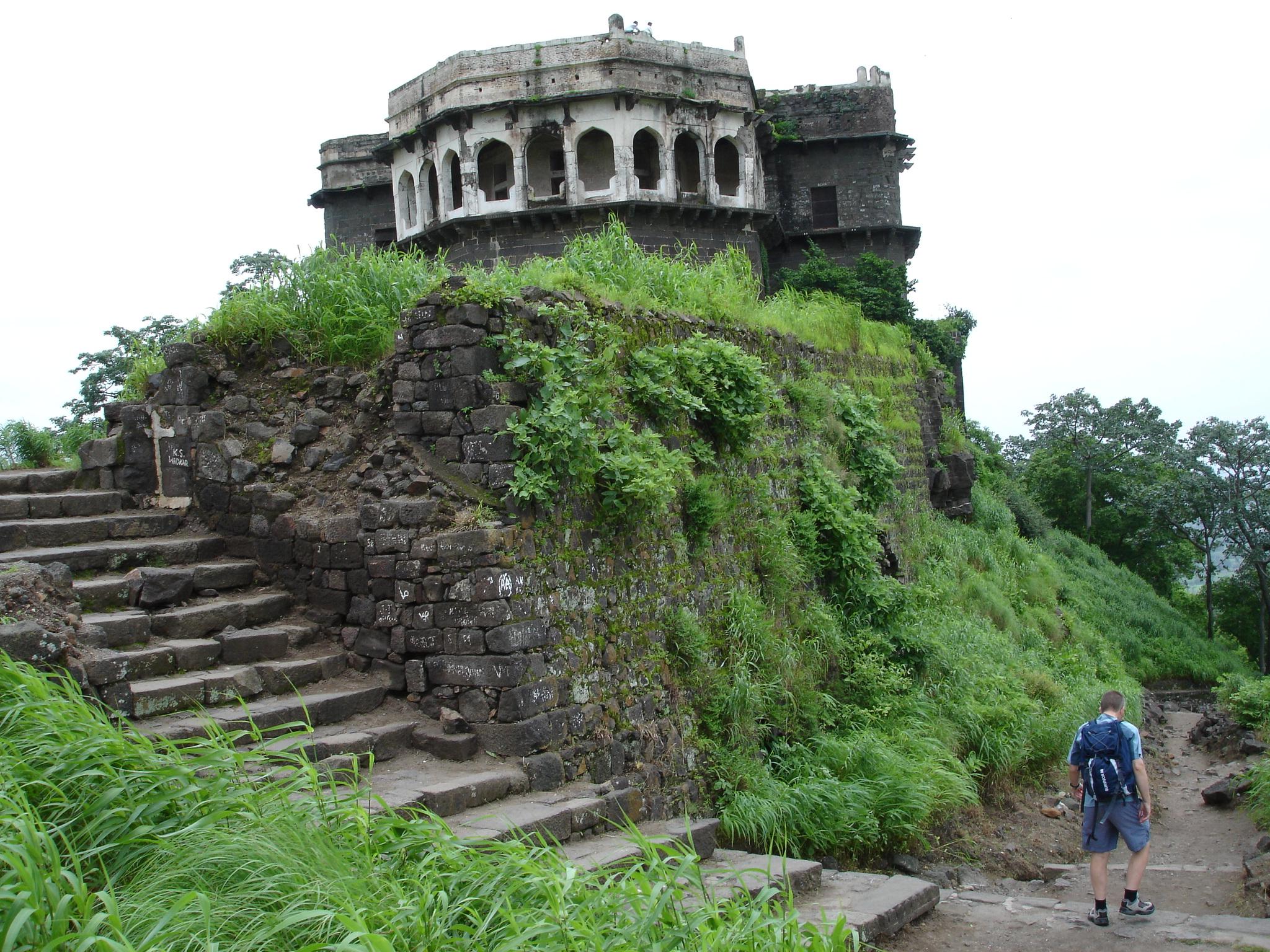
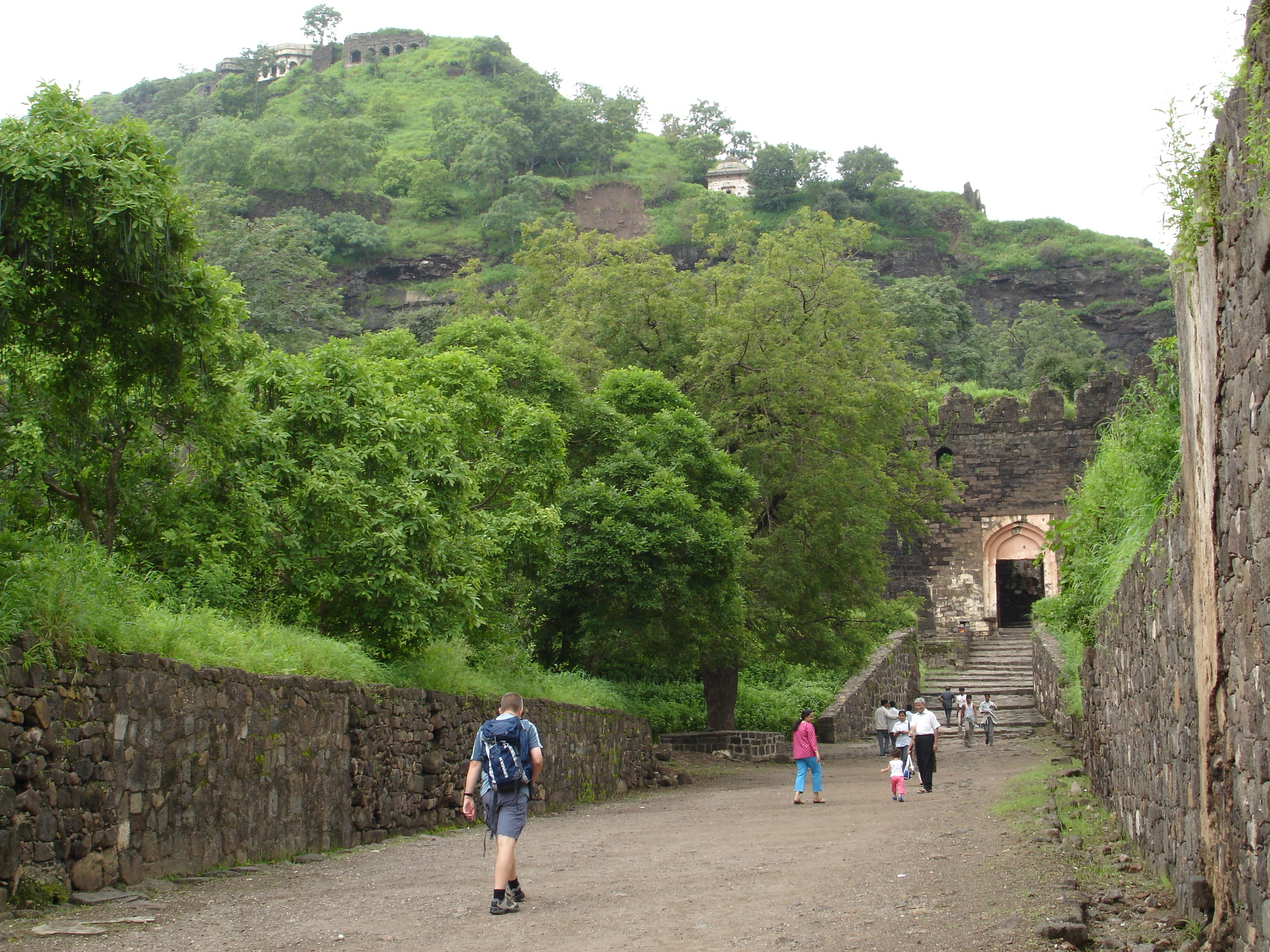